# 土屋飛鳥
土屋 飛鳥（つちや あすか、1994年5月10日 - ）は、日本のミュージシャン、シンガーソングライター。東京都練馬区出身。